# Bou-Hedma Nationalpark
Bou-Hedma Nationalpark ligger i provinserne Gafsa og Sidi Bouzid i Tunesien. Parken blev oprettet den 18. december 1980 og har været på UNESCO's foreløbige liste over verdensarvssteder siden den 28. maj 2008
Parken blev udpeget som biosfærereservat i 1977.
Nationalparken er i sær vigtig på grund af dens flora og fauna. Truede arter, der er blevet genindført her, omfatter sabeloryx (Oryx dammah), addax (Addax nasomaculatus), struds (Struthio camelus camelus) og dama gazelle (Gazella dama mhorr).
Saltsøen/saltpanden Sebkhet Noual blev i 2007 udpeget til Ramsarområde.
Bou-Hedma er et vigtigt arkæologisk område, der blandt andet omfatter resterne af gamle romerske bosættelser, den romerske bro Wadi Bautista, de gamle romerske bassiner og resten af en romerske akvædukt.